# Lycaugesia melasoma
Lycaugesia melasoma là một loài bướm đêm trong họ Noctuidae.